# فنانتریدین
فنانتریدین (به انگلیسی: Phenanthridine) با فرمول شیمیایی C۱۳H۹N یک ترکیب شیمیایی با شناسه پاب‌کم ۹۱۸۹ است. که جرم مولی آن ۱۷۹٫۲۱۷ گرم بر مول می‌باشد. 